# 緊急安全確保
緊急安全確保（きんきゅうあんぜんかくほ）は、日本において、市区町村が発令する避難を呼びかける情報のひとつ。災害がすでに発生していると確認されたとき、または災害の危険性が切迫しているときに発令される。住民らに対し、ただちに自らの命を守る最善の行動をとるよう呼びかけるもの。危険を伴う避難所等への移動にこだわらず、屋内での安全確保なども選択肢となる段階。
水害・土砂災害・高潮に導入されている警戒レベルではレベル5の情報（“命の危険 直ちに安全確保!”）に位置付けられている。
災害対策基本法に基づく。避難に関する情報として、下位には避難指示および高齢者等避難がある。

## 概要
災害対策基本法の施行（1962年）以来、市区町村が出す避難情報は避難指示が最も強い呼び掛けだった。2010年代の相次ぐ災害を受けて内閣府の検討会で避難情報が数度にわたり見直され、水害・土砂災害に関する警戒レベルの導入が決定、2019年（令和元年）5月29日に開始した。これに伴いレベル5「災害発生」の情報である「災害発生情報」（さいがいはっせいじょうほう）として新設、レベル4の避難指示より強い呼び掛けに位置付けられた。
避難情報見直しは、2009年の大雨災害（台風9号）で避難中の被災事例が発生したことが最初の契機となっており、まず屋内安全確保を含めた安全な場所への移動を「避難」の行動とする変更が行われた。その後も2014年の広島市の土砂災害、2015年の関東・東北豪雨、2016年の台風10号被害、2018年7月の豪雨を受けて土砂災害や洪水に関して見直しが続けられ、気象庁が発表する防災気象情報を含めた効果的な避難情報の体系として警戒レベルの導入に至った。
その後、2021年（令和3年）5月20日に施行された改正災害対策基本法において第60条に明記され、名称を現在の「緊急安全確保」に変更、実際に災害の発生を確認できなくても切迫した状態で発令できるようにした。
この「緊急安全確保」は以下のような性質を持つ。
- 発令された時点で災害が切迫または現に発生しており、避難中の住民に対しては安全な施設への緊急的な避難を促したり、避難が困難な住民に対しては屋内のより安全な部屋などへ避難（上階への垂直避難や崖側から離れるなど）させることを目的としている[1]。
- 「緊急安全確保」が出る段階では猶予が少なく、行動を取っても身の安全を確保できるとは限らない。猶予を持って安全を確保し避難できるのは「避難指示」の段階[1]。
- 災害に結び付くような危険な状態であっても、必ずしも発令されるわけではない[1]。これは市町村が災害の状況を必ずしも確実に把握できるとは限らないため。
- （上記の理由から）避難指示の上位ではあるが、「緊急安全確保」を待ってから行動するべきではない[1]。

## 基準
市町村が各々の事情に応じて基準を設定する。その目安になっている内閣府のガイドラインの発令基準例から、主なものを以下に挙げる。
水害
川の水位が堤防を越えると見込まれる場合や、堤防の漏水や亀裂が発見された場合、決壊・越流が既に発生した場合、排水施設の停止で氾濫の危険が高まった場合。危険度分布「災害切迫（黒）」の場合など。
土砂災害
大雨特別警報（土砂災害）が発表された場合や、危険度分布「災害切迫（黒）」の場合。土砂災害の発生が確認された場合など。
高潮
堤防の倒壊や水門の故障が発見された場合、越波・越流が既に発生した場合など。なお、基本的には台風の暴風域に入る前に避難指示を発表することが前提であるため、この時点では屋内での安全確保や近距離にある頑丈で高い建物への避難に限定すべきとされる。
津波
津波は猶予時間が短く、避難指示を基本とし、緊急安全確保は出さない。（切迫度が変化しないため警戒レベルについても適用されない）
実際の事例でも、土砂災害や氾濫の発生を確認したことで発表した例、大雨特別警報に伴い発表した例、川の氾濫の恐れが高まった場合に発表した例などがみられる。なお、本来は適用されない津波において緊急安全確保を出した例もある。

## 伝達
テレビやWebサイト等による伝達の際、ガイドラインではISO 22324等を参考に危険度をカラーレベルで表現することが望ましいとされている。緊急安全確保は警戒レベルの配色に合わせて黒系統    （RGB(12, 0, 12)）、一例として2021年5月時点で、NHKのテレビ放送やYahoo! JAPANの避難情報のページでも黒系統の色を使用している。
内閣府による多言語周知の資料では、緊急安全確保の英称は"Emergency Safety Measures"。